# Пам'ятники Микільського
Па́м'ятники Микільського — об'єкти монументального мистецтва, встановлені у різні роки на території селища Микільське (Маріупольського району Донецької області).
Селищні пам'ятники — це переважно пам'ятні знаки на честь подій і погруддя персоналіям. Чітко поділені вони за періодами встановлення — у добу СРСР були споруджені пам'ятні знаки на вшанування подвигу країни у Німецько-рядянській війні та погруддя Леніна, а за незалежності України — бюст Шевченка й низка пам'ятних знаків на вшанування трагічних подій національної історії, як 1-ї половини XX століття (Голодомор), так і нещодавних десятиліть («Афганська» війна, Чорнобильська катастрофа).
Пам'ятники Микільського:
| Назва                                                                          | Дата встановлення | Розташування                                                | Фото | Короткі відомості |
| Вдовам Великої Вітчизняної війни                                               |                   |                                                             |      | |
| Військам 416 стрілецької дивізії                                               |                   | Микільський парк                                            |      | Напис на камені: «Вдячні мешканці селища Володарське військам 416 стрілецької дивізії 37 стрілецького корпусу за звільнення від німецько-фашистських загарбників»                                                                                  |
| Воїнам-інтернаціоналістам                                                      |                   |                                                             |      | Пам'ятний знак воїнам-інтернаціоналістам, мешканцям Нікольського, учасникам війни в Афганістані. |
| Воїнам-односельцям, що загинули у Великій Вітчизняній Війні // Слави, меморіал | 1969              | Нікольський парк                                            |      | Меморіал Слави у Володарському було відкрито в травні 1969 року. Напис на монументі російською мовою: «Вічна пам'ять воїнам односельчанам, що загинули в Великій Вітчизняній Війні» та списки полеглих.                                            |
| Жертвам Голодомору і політичних репресій                                       | 2007              | на площі перед Нікольською центральною районною бібліотекою |      | Пам'ятну стелу, що увічнила правду про Голодомор в Україні, було відкрито в День пам'яті жертв голодоморів 23 листопада 2007 року. Напис на табличці: «І дзвонить пам'ять в наші душі, б'є голосами в синю вись. Рік 33 у майбутнім не повторись». |
| Леніна Володимира, бюст                                                        |                   |                                                             |      | Погруддя Володимира Леніна |
| Чорнобильцям, пам'ятний занк                                                   |                   |                                                             |      | Пам'ятний знак встановлено в пам'ять про жертви катастрофи на честь ліквідаторів аварії на Чорнобильській атомній станції |
| Шевченка Тараса, бюст                                                          |                   | перед будинком відділу освіти РДА                           |      | Погруддя українському поетові та мислителю Тарасу Шевченку. Напис на дошці пам'ятника «Свою Україну любіть, Любіть її во время люте, В останню тяжкую минуту, За неї Господа моліть!»                                                              |

## Виноски
1. ↑  Володарська районна державна адміністарція [Архівовано 21 червня 2012 у Wayback Machine.] на Вебсайт Донецької обласної державної адміністрації [Архівовано 2012-12-01 у Wayback Machine.]
2. ↑  інформація[недоступне посилання з липня 2019] на Вебсайт Донецької обласної державної адміністрації [Архівовано 2012-12-01 у Wayback Machine.]